# Jens Peter Laursen
Jens Peter Martinus Laursen (født 1. januar 1888 i Tulstrup, død 23. maj 1967 på Frederiksberg) var en dansk gymnast, som deltog i de olympiske lege 1912. 
Ved legene i 1912 vandt han sammen med 27 andre danske deltagere sølvmedalje i holdgymnastik efter svensk system. Danskerne var på forhånd sikret medalje, idet blot tre hold deltog. Vindere blev Sverige med 937,46 point, mens danskerne fik 898,84 og Norge 857,21 point.